# Thomas Wharton
Thomas Wharton (Glasgow, 3 novembre 1927 – Newton Mearns, 9 maggio 2005) è stato un arbitro di calcio scozzese.

## Carriera
Soprannominato Tiny (minuscolo) con riferimento ironico alla sua enorme stazza, è stato uno dei più rappresentativi e rispettati arbitri della sua generazione.
Ha arbitrato la finale di Coppa delle Coppe del 1962 tra Atlético Madrid e Fiorentina.